# Politiële en justitiële samenwerking in strafzaken
Tot de opheffing van de pijlerstructuur bij het Verdrag van Lissabon, omvatte de derde pijler van de Europese Unie de Politiële en Justitiële Samenwerking in Strafzaken (PJSS). Het werd met het Verdrag van Maastricht opgezet als de pijler Justitie en Binnenlandse Zaken. Asiel- en migratiebeleid werden echter met de inwerkingtreding van het Verdrag van Amsterdam (1997) overgeheveld van de derde naar de eerste pijler, waardoor ze een meer supranationaal karakter kregen. Doel van deze pijler is bijvoorbeeld de bestrijding van criminaliteit en drugshandel, maar ook om terrorismebestrijding.
Net als in de tweede pijler hadden zowel de Europese Commissie als de EU-lidstaten het recht van initiatief. De besluitvorming in de Raad van ministers vond plaats op basis van unanimiteit. Voor besluiten van uitvoerende aard was een gekwalificeerde meerderheid in de Raad nodig.
Het Europees Parlement had in de derde pijler iets meer invloed dan in de tweede. Zo moet de Raad het EP om advies vragen alvorens het een besluit mag nemen. Het EP had vervolgens drie maanden de tijd om advies uit te brengen.
Binnen de derde pijler had de Nederlander Gijs de Vries de functie van Europees coördinator voor de bestrijding van terrorisme gekregen. In september 2007 werd hij opgevolgd door de Belg Gilles de Kerchove. Ook organisaties als Europol en Eurojust speelden een rol als agentschappen van de derde pijler.

## Tijdlijn
|                          |                                        |                                                          |                                                          |                                                          |                                                          |                           |                           |                    |      |          |      |
| 1948                     | 1952                                   | 1958                                                     | 1967                                                     | 1987                                                     | 1993                                                     | 1993                      | 1999                      | 2002               | 2003 | 2009     | 2011 |
| Brussel                  | EGKS                                   | EEG / Euratom                                            | Fusieverdrag                                             | Europese Akte                                            | EU-Verdrag                                               | EU-Verdrag                | Amsterdam                 |                    | Nice | Lissabon |      |
|                          |                                        |                                                          | Europese Gemeenschap voor Kolen en Staal (EGKS)          |                                                          |                                                          |                           |                           |                    |      |          |      |
|                          |                                        | Europese Gemeenschap voor Atoomenergie (EURATOM)         |                                                          |                                                          |                                                          |                           |                           |                    |      |          |      |
|                          | Europese Economische Gemeenschap (EEG) | Europese Economische Gemeenschap (EEG)                   | → P Ĳ L E R S →                                          |                                                          | Europese Gemeenschap (EG)                                | Europese Gemeenschap (EG) | Europese Gemeenschap (EG) | Europese Unie (EU) |      |          |      |
|                          | ↑Europese Gemeenschappen↑              | ↑Europese Gemeenschappen↑                                | ↑Europese Gemeenschappen↑                                | Justitie & Binnenlandse Zaken (JBZ)                      | Europese Gemeenschap (EG)                                | Europese Gemeenschap (EG) | Europese Gemeenschap (EG) | Europese Unie (EU) |      |          |      |
|                          |                                        | Politiële & justitiële samenwerking in strafzaken (PJSS) | → P Ĳ L E R S →                                          |                                                          |                                                          |                           |                           | Europese Unie (EU) |      |          |      |
|                          | Europese politieke samenwerking (EPS)  | Gemeenschappelijk buitenlands & veiligheidsbeleid (GBVB) | Gemeenschappelijk buitenlands & veiligheidsbeleid (GBVB) | Gemeenschappelijk buitenlands & veiligheidsbeleid (GBVB) | Gemeenschappelijk buitenlands & veiligheidsbeleid (GBVB) |                           |                           | Europese Unie (EU) |      |          |      |
|                          | Europese politieke samenwerking (EPS)  |                                                          |                                                          |                                                          |                                                          |                           |                           | Europese Unie (EU) |      |          |      |
| West-Europese Unie (WEU) |                                        |                                                          |                                                          |                                                          |                                                          |                           |                           | Europese Unie (EU) |      |          |      |
|                          |                                        |                                                          |                                                          |                                                          |                                                          |                           |                           |                    |      |          |      |